# Betűmintás arasszári
A betűmintás arasszári (Pteroglossus inscriptus) a madarak (Aves) osztályának harkályalakúak (Piciformes) rendjébe, ezen belül a tukánfélék (Ramphastidae) családjába tartozó faj.

## Rendszerezése
A fajt William John Swainson angol ornitológus írta le 1822-ben.

## Alfajai
- Pteroglossus inscriptus humboldti Wagler, 1827
- Pteroglossus inscriptus inscriptus Swainson, 1822[2]

## Előfordulása
Dél-Amerikában, Brazília és Bolívia területén honos. Természetes élőhelyei a szubtrópusi és trópusi síkvidéki esőerdők, mocsári erdők és száraz erdők, valamint szavannák és bokrosok.

## Megjelenése
Testhossza 40 centiméter, testtömege 95–140 gramm. Nagy méretű csőrének a felső kávája sárga, fekete színű betűkre emlékeztető foltokkal, ezekről kapta a magyar nevét; az alsó káva majdnem teljesen fekete. A két ivar az arc színezetében különbözik egymástól. A hím pofája fekete, míg a tojóé gesztenyebarna színű. A háti tollazata zöldes-kékes - vörös folttal a faroktövek fölött -, a hasié pedig sárga. A begyen nincs sávozás.

## Életmódja
Gyümölcsökkel, gerinctelenekkel és kisebb gerincesekkel táplálkozik, melyeket az erdőkben és a ligetekben kap el. Gyakran csapatokba verődve repül és keresi táplálékát. Egyes kutatók szerint, a múlt évi fiókák a szülőkkel maradnak, és segítenek felnevelni az idén kikelt fiókákat.

## Szaporodása
Fészkét faodvakba készíti. A fészekalj általában 2-3 fehér tojásból áll.

## Természetvédelmi helyzete
Az elterjedési területe rendkívül nagy, egyedszáma ugyan csökken, de még nem éri el a kritikus szintet. A Természetvédelmi Világszövetség Vörös listáján nem fenyegetett fajként szerepel.